# 黄州西湖中学
黄州区西湖中学是位于湖北省黄冈市的一所全日制半封闭式中学，2000年由原幼师学院改制而成。学校占地面积80余亩，基础设施建筑面积约4.8万平方米，在校人数4000余人（包括现有幼师在内），教职工300余人，（原）教学班级数量50余间，老校区教学楼于2017年部分改建翻新完工。学校拥有微机室，钢琴师，多媒体教室，化学、物理实验室，报告厅，篮球场，塑胶跑道，学生宿舍等教学设施。以“明礼诚信，励志好学”为校训培养好学书生。

## 历任校长
- 首任校长：袁国学，于2000年上任是西湖中学的创始人。
- 第二任校长：吴艳民，于2006年上任。
- 第三任校长（现任校长）：管开全，于2010年上任，是原西湖中学副校长。[2]

## 教学领域
- 附属小学：思源实验学校
- 初中部：初一，初二，初三
- 高中部：高一，高二，高三
- 文化类：文科生，理科生
- 艺术类：美术生
- 幼师部：幼师一，幼师二，幼师三